# Премія Антона Вільдґанса
Літерату́рна пре́мія австрі́йської інду́стрії і́мені Анто́на Вільдґа́нса (нім. Anton-Wildgans-Preis, Literaturpreis der Österreichischen Industrie – Anton Wildgans) — це літературна премія, яку в 1962 році заснувало Австрійське індустріальне товариство. Незалежне журі визначає лауреатів премії — письменників або письменниць молодого і середнього віку, австрійських громадян, «робо́ти яких ще чекають свого остаточного увінчання».
Нагорода присвячена Антонові Вільдґансу, котрий «як мало хто інший, втілював у якнайкращому сенсі все австрійське» (цитата із статуту премії). З 2010 року назву нагороди змінено на «Літературна премія австрійської індустрії імені Антона Вільдґанса».
Грошовий еквівалент премії становить 15 000 євро (до 2000 року було 7500 євро, у 2000 — 2010 роках — 10 000 євро).
У 1990-му премію не присуджували, натомість закупили твори попередніх лауреатів і подарували факультетам германістики університетів у країнах Східної та Південної Європи.

## Лауреати премії
| - 1962: Фріц Гохвельдер - 1963: Фріц Габек - 1964: Крістіна Лавант - 1965: Андреас Окопенко - 1966: Герберт Цанд - 1967: Томас Бернгард (нагороду відхилено) - 1968: Ільзе Айхінґер - 1969: Герберт Айзенрайх - 1970: Петер Марґінтер - 1971: Інґеборґ Бахман - 1972: Міло Дор - 1973: Барбара Фрішмут - 1974: Ернст Гінтенберґер - 1975: Крістіна Буста - 1976: Дєрдь Шебештєн - 1977: Петер Геніш - 1978: Вольфґанґ Краус - 1979: Маттіас Мандер - 1980: Йозеф Вінклер - 1981: Фрідеріке Майрекер - 1982: Ернст Яндль - 1983: Юліан Шуттінґ - 1984: Петер Гандке (відмовлено) - 1985: Ґерд-Клаус Кальтенбруннер - 1986: Курт Клінґер - 1987: Інґа Меркель - 1988: Крістоф Рансмайр - 1989: Ільза Тільш - 1991: Норберт Лезер - 1992: Анна Мітґуч - 1993: Ґерт Йонке | - 1994: Бріґітте Гаманн - 1995: не присуджено - 1996: Міхаель Кельмаєр - 1997: Евелін Шлаґ - 1998: Франц Йозеф Чернін - 1999: Петер Розай - 2000: Елізабет Райхарт - 2001: Владимир Фертліб - 2002: Фердинанд Шмац - 2003: Крістоф Вільгельм Айґнер - 2004: Ганс Раймунд - 2005: Барбара Нойвірт - 2006: Вольфґанґ Германн - 2007: Сабіна Ґрубер - 2008: Катрін Реґґла - 2009: Алоїз Готшніґ - 2010: Дорон Рабіновіці - 2011: Арно Ґайґер - 2012: Ольга Флор - 2013: Норберт Ґштрайн - 2014: Барбара Гундеґґер - 2015: Еріх Гакль - 2016: Марґіт Шрайнер - 2017: Роберт Зеталер - 2018: Сабіна Шолль - 2019: Данієль Кельманн - 2020: Райнгард Кайзер-Мюлекер - 2021: Андреа Ґрілль - 2022: Ґертрауд Клемм - 2023: Christoph W. Bauer - 2024: Laura Freudenthaler |